# Woo Ha-ram
Woo Ha-ram (우하람; Pusan, 21 marzo 1998) è un tuffatore sudcoreano.

## Biografia
Ai Giochi asiatici di Incheon 2015 ha vinto una medaglia d'argento e tre di bronzo.
Ha gareggiato ai campionati mondiali di Kazan' 2015 nel concorso dei tuffi dalla piattaforma 10 metri maschile classificandosi ventottesimo alle spalle del colombiano Sebastián Villa Castañeda.
Essendosi piazzato tra i primi diciotto atleti classificati nella piattaforma 10 metri nella Coppa del Mondo di tuffi del 2016 ha potuto accedere ai Giochi olimpici di Rio de Janeiro.

## Palmarès
- Giochi asiatici

Incheon 2015: argento nel sincro 10m, bronzo nel trampolino 1m, nel trampolino 3m e nel sincro 3m.
Giacarta 2018: argento nel sincro 3m e nel sincro 10m, bronzo nel trampolino 1m e nella piattaforma 10m.
- Universiadi

Taipei 2017: argento nel sincro 3m e bronzo nel sincro 10m.